# Гердерит
Гердерит — очень редкий минерал, фосфат бериллия и кальция. Своё название гердерит получил в 1828 году в честь Зигмунда Августа Вольфанг фон Гердера, управляющего горными разработками во Фрайберге в Германии, сына Иоганна Готфрида фон Гердера. Впервые гердерит был обнаружен в шахте Зауберг в Саксонии.

## Свойства
Для гердерита характерны светлые тона — от бесцветного до желтоватого и зеленоватого. Данный минерал хрупкий и прозрачный до полупрозрачного. Гердерит образует коротко-призматические кристаллы, нередко с несоверешенными гранями, а также встречается в виде гроздевидных агрегатов и сферолитов с радиально-лучистым строением. В ультрафиолетовом свете у некоторых образцов гердерита наблюдается голубая флюоресценция. При сильном нагревании гердерит проявляет свойство термолюминесценции.
Гердерит кристаллизируется на поздних стадиях образования гранитных пегматитов. Его химический состав интересен присутствием бериллия и фосфора, которые редко встречаются в природе совместно. В ряде месторождений гердерит может служить второстепенной рудой этих элементов.
Гердерит образует изоморфный ряд с гидроксилгердеритом. Как следует из названия последнего минерала, в его составе гидроксильные ионы преобладают над фтором. Отличить эти минералы друг от друга можно лишь с помощью лабораторных исследований.

## Двойники
По мнению коллекционеров, наиболее интересны и красивы двойники гердерита сложной формы, которые, впрочем, легко спутать с баритом. Также попадаются двойники, называемые «рыбий хвост» и напоминающие двойники гипса типа «ласточкиного хвоста». В небольших количествах, но всё же постоянно, их находят в некоторых месторождениях Бразилии.

## Распространение
Этот редкий минерал находят в относительно больших количествах лишь в Новой Англии (США). На рынке коллекционных минералов известен гердерит из Бразилии, Германии, России, США, Финляндии и Италии, но некоторые из этих образцов могут оказаться гидроксилгердеритом. Самый крупный прозрачный кристалл гердерита из бразильских пегматитов имеет массу 172 грамма.